# Zvezda (film fra 2014)
Zvezda (russisk: Звезда) er en russisk spillefilm fra 2014 af Anna Melikjan.

## Medvirkende
- Tinatin Dalakishvili som Masja
- Severija Janušauskaitė som Rita
- Pavel Tabakov som Kostja
- Andrej Smoljakov som Sergej Vladimirovitj
- Juozas Budraitis